# ジェイムズ・ウィリアム・トリンブル
ジェイムズ・ウィリアム・トリンブル（英語: James William Trimble、1894年2月3日 - 1972年3月10日）は、アーカンソー州選出のアメリカ合衆国下院議員（1945年 - 1967年）。レコンストラクション以降のアーカンソー州では初の、国政選挙で共和党候補に敗北した民主党員であった。1966年の総選挙の際、ジョン・ポール・ハマーシュミット（ブーン郡ハリスン出身）に議席を奪われた。ハマーシュミットは、州知事候補ウィンスロップ・ロックフェラーに率いられ、共和党から立候補して当選した。

## 生涯
アーカンソー州北西部のキャロル郡オーセージに生まれ、公立学校に通った。1917年、フェイエットヴィルのアーカンソー大学を卒業。1925年に弁護士資格を取得し、キャロル郡ベリーヴィルで業務を始めた。
第一次世界大戦当時、上等兵としてアメリカ陸軍に勤務し、リトル・ロックの州兵長官事務局に任じられた。1920年から1928年まで、キャロル郡の郡当局者。1930年から1938年までアーカンソー州第4巡回裁判所の検察官。1938年から1944年までアーカンソー州第4巡回裁判所の裁判官を務め、1944年にアメリカ合衆国下院議員選挙に当選した。
トリンブルは、第79議会議員選挙に民主党員として当選し、10期連続で再選された（1945年1月3日 - 1967年1月3日）。1944年の総選挙では、フェイエットヴィルの共和党員トム・サリンズを得票率63.3%対36.7%で破った。1856年には、フォート・スミスの共和党員ウィリアム・L・スパイサー（後の共和党アーカンソー支部長）を得票率61%対39%で破った。
議会改善に関する特別委員会 (Special Committee on Chamber Improvements) の委員長（第81議会、第82議会）。1966年、第90議会議員選挙に出馬し、落選した。
ベリーヴィルに住み、ユーリーカ・スプリングズにて死去。ベリーヴィルのベリーヴィル記念公園 (Berryville Memorial Park) に葬られた。